# Sony Alpha 6300
Die Sony α6300 (oder Sony Alpha 6300) ist eine spiegellose Systemkamera aus der α-6000 Reihe von Sony. Das Modell mit der internen Nummer ILCE-6300 wurde am 3. Februar 2016 angekündigt. Die Sony Alpha 6300 wurde als Nachfolger der Sony Alpha 6000 eingeführt und unterscheidet sich im Wesentlichen durch einen anderen APS-C-Sensor. Im deutschsprachigen Raum lag die unverbindliche Preisempfehlung bei Einführung der Kamera bei 1.399,00 Euro.
Die Kameras der Alpha 6000-Serie sind spiegellose Systemkameras mit einem Bildsensor im APS-C Format und umfangreicher interner Bildaufnahme- und Bearbeitungssoftware; sie haben ein drei Zoll großes Display und einen digitalen Sucher. Als Objektivanschluss wird, wie bei allen Kameras der α-Serie das Sony E-Mount-System verbaut. Die Software ermöglicht Video-Aufnahmen in einer Auflösung bis zu 4K. Bilder werden als jpg und im Sony eigenen Rohdatenformat ARW aufgezeichnet.
Der Belichtungsindex wurde im Vergleich zum Vorgänger verdoppelt: A6000 bis ISO 25.600; A6300 bis zu ISO 51.200. Der Sucher hat 2,3 Millionen Bildpunkte.
Video-Auflösung der α6300:
- 4K mit 30 fps, 24 fps (NTSC)
- 4K mit 25 fps (PAL)
- Full HD mit 120 fps, 60 fps, 30 fps, 24 fps (NTSC)
- Full HD mit 100 fps, 50 fps, 25 fps (PAL)

Bei der Sony Alpha 6300 sind Aufnahmen in Full-HD-Auflösung mit 60i bzw. 50i (Halbbilder) möglich.